# Frutal
Frutal là một đô thị thuộc bang Minas Gerais, Brasil. Đô thị này có diện tích 2429,679 km², dân số năm 2007 là 54094 người, mật độ 20,7 người/km².